# 2. deild islandzka w piłce nożnej (1989)
Sezon 1989 był 35. sezonem drugiego poziomu ligowego piłki nożnej na Islandii. Pierwsze miejsce zajął zespół Stjarnan, zdobywając czterdzieści trzy punkty w osiemnastu meczach. Po sezonie awansowały zespoły Stjarnan i ÍB Vestmannaeyja, spadły natomiast Völsungur Húsavík oraz Einherji.

## Drużyny
Po sezonie 1988 z ligi awansowały zespoły FH i Fylkir, spadły zaś KS oraz Þróttur Reykjavík. Ich miejsce zajęły spadające z 1. deild Leiftur i Völsungur Húsavík oraz awansujące z 3. deild Stjarnan i Einherji.
| Uczestnicy poprzedniej edycji                                                                                 | Uczestnicy poprzedniej edycji | Uczestnicy poprzedniej edycji | Uczestnicy poprzedniej edycji |
| --- | ----------------------------- | ----------------------------- | ----------------------------- |
| VGA | Víðir Garður                  | 3                             |                               |
| ÍRE | ÍR                            | 4                             |                               |
| SEL | Selfoss                       | 5                             |                               |
| TIN | Tindastóll                    | 6                             |                               |
| BRE | Breiðablik                    | 7                             |                               |
| ÍBV | ÍB Vestmannaeyja              | 8                             |                               |
| Spadek z 1. deild                                                                                             |                               |                               |                               |
| LEI | Leiftur                       | 9                             |                               |
| VÖL | Völsungur Húsavík             | 10                            |                               |
| Awans z 3. deild                                                                                              |                               |                               |                               |
| STJ | Stjarnan                      | 1                             |                               |
| EIH | Einherji                      | 2                             |                               |
| Oznaczenia: - kolumna pierwsza – skróty nazw drużyn, - kolumna trzecia – miejsce zajęte w poprzednim sezonie. |                               |                               |                               |

## Tabela
| Lp. | Drużyna               | M  | Z  | R | P  | Bramki | Bramki | Różn. | Pkt | Uwagi              |
| --- | --------------------- | -- | -- | - | -- | ------ | ------ | ----- | --- | ------------------ |
| 1   | Stjarnan (A)          | 18 | 14 | 1 | 3  | 44     | 16     | +28   | 43  | Awans do 1. deild  |
| 2   | ÍB Vestmannaeyja (A)  | 18 | 13 | 0 | 5  | 49     | 30     | +19   | 39  | Awans do 1. deild  |
| 3   | Víðir Garður          | 18 | 12 | 2 | 4  | 30     | 21     | +9    | 38  |                    |
| 4   | Selfoss               | 18 | 9  | 1 | 8  | 23     | 27     | −4    | 28  |                    |
| 5   | Breiðablik            | 18 | 6  | 4 | 8  | 36     | 32     | +4    | 22  |                    |
| 6   | Tindastóll            | 18 | 6  | 2 | 10 | 34     | 28     | +6    | 20  |                    |
| 7   | Leiftur               | 18 | 5  | 5 | 8  | 15     | 18     | −3    | 20  |                    |
| 8   | ÍR                    | 18 | 5  | 5 | 8  | 22     | 30     | −8    | 20  |                    |
| 9   | Völsungur Húsavík (S) | 18 | 4  | 2 | 12 | 23     | 44     | −21   | 14  | Spadek do 3. deild |
| 10  | Einherji (S)          | 18 | 4  | 2 | 12 | 21     | 51     | −30   | 14  | Spadek do 3. deild |

## Wyniki
| Gospodarz \ Gość  | BRE | EIH | LEI | SEL | STJ | TIN | ÍBV | VGA | VÖL | ÍRE |
| Breiðablik        |     | 5:0 | 1:1 | 4:0 | 2:3 | 1:2 | 1:2 | 2:1 | 1:0 | 3:3 |
| Einherji          | 3:2 |     | 0:2 | 0:2 | 0:4 | 4:3 | 0:4 | 3:2 | 3:2 | 2:2 |
| Leiftur           | 1:1 | 3:0 |     | 3:2 | 0:1 | 0:1 | 0:2 | 0:0 | 0:0 | 1:0 |
| Selfoss           | 1:0 | 2:0 | 2:0 |     | 1:3 | 2:1 | 1:2 | 1:2 | 2:1 | 1:0 |
| Stjarnan          | 2:0 | 8:2 | 2:1 | 3:0 |     | 2:1 | 1:3 | 0:1 | 2:0 | 4:0 |
| Tindastóll        | 3:3 | 0:0 | 1:2 | 0:2 | 0:1 |     | 7:2 | 2:3 | 5:0 | 4:1 |
| ÍB Vestmannaeyja  | 3:2 | 3:1 | 3:1 | 4:1 | 2:3 | 3:1 |     | 1:2 | 6:2 | 1:2 |
| Víðir Garður      | 5:2 | 1:0 | 1:0 | 1:2 | 1:4 | 1:0 | 1:0 |     | 4:2 | 1:1 |
| Völsungur Húsavík | 2:3 | 3:2 | 1:0 | 2:0 | 1:1 | 0:3 | 3:6 | 0:1 |     | 2:1 |
| ÍR                | 0:3 | 3:1 | 0:0 | 1:1 | 1:0 | 1:0 | 1:2 | 1:2 | 4:2 |     |

Źródło:  (ang.)
Objaśnienia:
1Drużyna gospodarzy jest wymieniona po lewej stronie tabeli.
Kolory: zielony – zwycięstwo gospodarzy, żółty – remis, różowy – zwycięstwo gości.

## Najlepsi strzelcy
| Bramki | Strzelcy                | Drużyna           |
| ------ | ----------------------- | ----------------- |
| 14     | Eyjólfur Sverrisson     | Tindastóll        |
| 12     | Tómas Ingi Tómasson     | ÍB Vestmannaeyja  |
| 12     | Jón Þórir Jónsson       | Breiðablik        |
| 12     | Grétar Einarsson        | Víðir Garður      |
| 11     | Árni Sveinsson          | Stjarnan          |
| 9      | Hlynur Stefánsson       | ÍB Vestmannaeyja  |
| 8      | Sigurlás Þorleifsson    | ÍB Vestmannaeyja  |
| 8      | Ingi Björn Albertsson   | Selfoss           |
| 8      | Valdimar Kristófersson  | Stjarnan          |
| 8      | Guðbrandur Guðbrandsson | Tindastóll        |
| 8      | Hordur Benonysson       | Völsungur Húsavík |